# Rondeletia longibracteata
Rondeletia longibracteata är en måreväxtart som beskrevs av Brother Alain. Rondeletia longibracteata ingår i släktet Rondeletia och familjen måreväxter. Inga underarter finns listade i Catalogue of Life.